# Festival de la Palabra de Alcalá de Henares
El Festival de la Palabra de Alcalá de Henares es un programa de actividades culturales en torno a la entrega del Premio Cervantes.

## Objetivo
El Festival de la Palabra de Alcalá de Henares "es un encuentro con una larga trayectoria, pensado para la reflexión y el debate en torno a la literatura y a nuestra lengua, así como para la difusión de la obra del autor premiado el máximo galardón de la literatura en español".

## Actividades
Las actividades culturales se desarrollan anualmente en Alcalá de Henares, durante los meses de abril y mayo. Su fin es la difusión de la lectura y la creación literaria, centrada cada año en la figura y la obra del ganador del Premio Cervantes correspondiente. La programación es trasversal, para todos las edades y en espacios públicos (municipales y universitarios) y privados. Están organizadas por la Universidad de Alcalá - Fundación General de la Universidad de Alcalá y el Ayuntamiento de Alcalá de Henares. Además, colaboran instituciones como el Ministerio de Cultura de España, el Instituto Cervantes, la Biblioteca Nacional de España, la Residencia de Estudiantes o la Asociación Colegial de Escritores de España.
El acto central es la entrega del Premio Cervantes, cada 23 de abril, en el Paraninfo de la Universidad de Alcalá. El resto de actividades son muy variadas, se desarrollan a través de distintas manifestaciones artísticas:
- Cine y animación
- Conciertos, danza
- Conferencias, divulgación de literatura
- Exposiciones[6][7]
- Feria del libro, con presentaciones y firmas de libros
- Festival de cómics[8]
- Jornadas de puertas abiertas
- Pasacalles
- Recitales de poesía, cuentacuentos
- Rutas literarias[9][10]
- Talleres
- Teatro, clown, títeres, performance
- Visitas escolares, guiadas y dialogadas

## Programación
| Año  | Fechas                           | Homenajeado                  | Imagen |
| ---- | -------------------------------- | ---------------------------- | ------ |
| 2025 | 17 de marzo a 18 de mayo         | Álvaro Pombo                 |        |
| 2024 | 2 de abril a 11 de mayo          | Luis Mateo Díez              |        |
| 2023 | 12 de abril a 2 de mayo          | Rafael Cadenas               |        |
| 2022 | 30 de marzo al 8 de mayo         | Cristina Peri Rossi          |        |
| 2021 | 15 al 30 de abril                | Francisco Brines             |        |
| 2020 | Anulado por la pandemia COVID-19 |                              |        |
| 2019 | 29 de marzo al 5 de mayo         | Ida Vitale                   |        |
| 2018 | 2 al 30 de abril                 | Sergio Ramírez               |        |
| 2017 | 1 al 30 de abril                 | Eduardo Mendoza              |        |
| 2016 | 31 de marzo al 2 de mayo         | Fernando del Paso            |        |
| 2015 | 23 al 24 de abril                | Juan Goytisolo               |        |
| 2014 | 22 al 29 de abril                | Elena Poniatowska            |        |
| 2013 | 8 al 25 de abril                 | José Manuel Caballero Bonald |        |
| 2012 | 11 al 27 de abril                | Nicanor Parra                |        |
| 2011 | 4 al 29 de abril                 | Ana María Matute             |        |
| 2010 | 18 al 28 de abril                | José Emilio Pacheco          |        |
| 2009 | 14 al 30 de abril                | Juan Marsé                   |        |
| 2008 | 10 al 30 de abril                | Juan Gelman                  |        |
| 2007 | 10 al 30 de abril                | Antonio Gamoneda             |        |
| 2006 | 18 de abril a 1 de mayo          | Sergio Pitol                 |        |
| 2005 | 3 de abril al 2 de mayo          | Rafael Sánchez Ferlosio      |        |
| 2004 | 13 de abril al 2 de mayo         | Gonzalo Rojas                |        |
| 2003 | 10 de abril al 11 de mayo        | José Jiménez Lozano          |        |
| 2002 | 8 de abril al 28 de abril        | Álvaro Mutis                 |        |
| 2001 | 16 de abril al 15 de mayo        | Francisco Umbral             |        |